# San Esteban (Astorga)
San Esteban fue un hospital de peregrinos con capilla propia y con una cofradía que cuidaba de dicho albergue. Dejó de existir en el último tercio del siglo XVII no quedando ninguna ruina del edificio.

## Historia
La cofradía tenía su sede en la parroquia de San Esteban en la localidad de Brimeda que pertenecía al alfoz de Astorga, lugar ubicado en un valle junto al río Tuerto. El hospital de Brimeda se fundó en la segunda mitad del siglo XI. Se conservan escrituras de donaciones por las que se sabe que la institución tuvo el nombre de San Esteban de Brimeda.  La última referencia a donaciones data de 1308. Después de esta fecha se trasladó a Astorga, con capilla propia, ya que en esta ciudad vivían muchos cofrades bien acomodados.
No se ha descubierto ningún documento que describa con exactitud el lugar donde estuvo situado este hospital pero gracias a una escritura de 1477 y al Becerro de la cofradía (1515-1518) puede suponerse que se encontraba cerca del convento de San Francisco. En dicho Becerro se lee

[...] tiene sus camas e dormitorios, e su sobrado e corral e huerto lindan de una parte la cerca de la dicha ciudad e de la otra calle de concejo que va para Puerta de Sol, e de la otra capilla de San Feliz [...]

Acogía este hospital a toda clase de enfermos peregrinos y transeúntes y si morían en él, la cofradía costeaba su entierro.
A mediados del siglo XVII se hizo un inventario de las ropas y se mandó que los nuevos cofrades aportaran dos mantas y dos sábanas. La última junta data de 1674. Se supone que el establecimiento se cerró a finales de ese siglo.